# Club Français
Il Club Français è stata un'antica società calcistica di Parigi, partecipante alla prima edizione pionieristica (1894) e a quella moderna (e professionistica, del 1932-33) del campionato francese di calcio, nonché al torneo di calcio ai Giochi olimpici di Parigi 1900, in cui si classificò seconda.

## Storia

### Fondazione e primi anni
La fondazione del Club Français risale ufficialmente al 13 settembre 1892, ma si può affermare che l'attività sia iniziata già nel 1890, grazie all'impulso dato dagli allievi del collegio Chaptal e del Lycée Janson-de-Sailly.
Dopo aver disputato amichevoli nel 1893, partecipa al primo campionato calcistico organizzato in territorio francese, nel 1894. La prima divisa è rosa e nera; la stagione si conclude alle semifinali contro i forti rivali White Rovers. Questi ultimi interromperanno la corsa del Club anche l'anno successivo.
Nel 1896 il campionato abbandona il sistema ad eliminazione diretta ed adotta il girone all'italiana. Innanzitutto arriva una rivincita contro i White Rovers (grazie ad una vittoria per 4-1), ma soprattutto, grazie alle 8 vittorie in 8 incontri, il Club Français si laurea campione di Francia USFSA (Union des sociétés françaises de sports athlétiques).
Dopo il titolo, per 3 anni consecutivi (1898, 1899, 1900) la squadra centra tre secondi posti.
Curioso quanto accaduto nel 1899; proprio quell'anno l'USFSA aprì il torneo anche a squadre non parigine. Dovendo affrontare la finale di campionato contro il Le Havre, club di provincia esterno alla città di Parigi, il Club Français rifiutò di giocare, non accettando questa apertura e sostenendo che i normandi non erano campioni regionali (in effetti il torneo di Normandia non era ancora stato creato, lo sarà l'anno dopo); anche tutti gli altri club della capitale contestarono la decisione, anche perché lo stesso regolamento del torneo affermava che il trofeo non dovesse uscire da Parigi. Il Le Havre, che passò il turno precedente grazie al ritiro degli avversari del'Iris Club Lillois, si ritrovò Campione di Francia senza giocare nemmeno un incontro. L'anno successivo si ripeté la stessa finale, ed il Le Havre questa volta si impose sul campo (1-0 il risultato finale).

### Giochi Olimpici

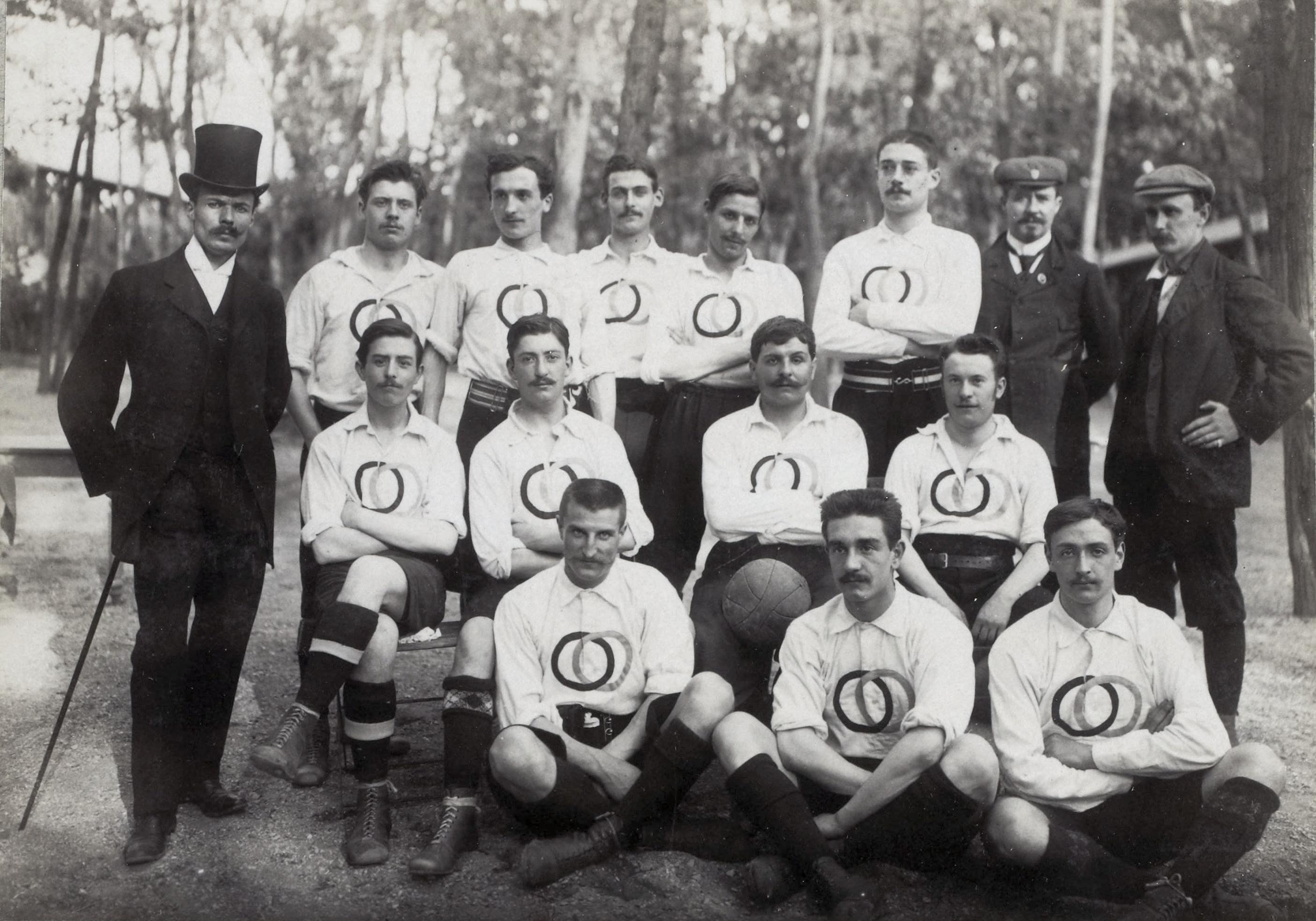
La squadra partecipante ai Giochi Olimpici 1900

Sempre nel 1900 il Club Français fu invitato a rappresentare i colori francesi nel torneo di calcio ai Giochi olimpici di Parigi 1900. Gli avversari nella manifestazione furono i britannici dell'Upton Park e una selezione belga, composta da universitari e alcuni calciatori stranieri residenti a Bruxelles.  La sfida con i primi finisce con una sconfitta per 4-0; va meglio contro i belgi, sconfitti 6-2.
Anche se all'epoca il torneo era considerato solo dimostrativo, il CIO a posteriori assegna ufficialmente le medaglie e quindi attribuisce l'argento, a livello di Nazioni (e quindi di comitati olimpici), alla Francia. La FIFA invece non considera il torneo come ufficiale, poiché vi parteciparono delle squadre di club e non delle Nazionali.
I giocatori che scesero in campo in questo torneo furono: Lucien Huteau; Louis Bach, Pierre Allemane; Virgile Gaillard, Alfred Bloch, Maurice Macaire; Eugène Fraysse (solo nella prima partita), René Garnier, Lambert, René Grandjean (solo nella prima partita), Fernand Canelle, Duparc (solo nella seconda partita), Gaston Peltier (solo nella seconda partita).

### Coppa di Francia

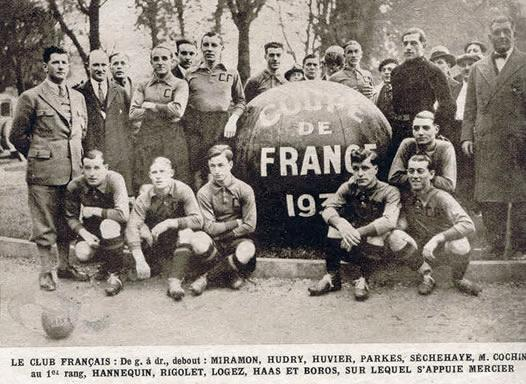
Club Français vincitore della Coppa di Francia 1931

Nella Coppa di Francia il Club Français raggiunge i quarti di finale nel 1918, 1926 e 1927, gli ottavi nel 1929 e 1933, ma soprattutto conquista il trofeo nel 1931, battendo con un rotondo 3-0 gli avversari del Montpellier.
Essendo tra le squadre con il migliore palmarès in Francia, il Club viene ammesso tra le elette del primo campionato professionistico francese. L'avventura, nonostante i 15 gol di Robert Mercier (capocannoniere), si conclude con un pessimo piazzamento in classifica, che vale la retrocessione in seconda divisione.

### La fine
Nel 1935, dopo due stagioni nella serie cadetta, a causa di grossi problemi finanziari, il Club rinuncia alla licenza professionistica e si scioglie.

## Palmarès

### Competizioni nazionali
- Campionato di Francia USFSA: 1

1896
- Coppa di Francia: 1

1930-1931
- Coupe Manier: 6

1897, 1898, 1899, 1900, 1901, 1903
- Coupe Dewar: 1

1900

### Competizioni regionali
- Ligue de Paris Île-de-France de football: 3

1924-1925, 1928-1929, 1929-1930

### Competizioni internazionali
- Argento olimpico: 1

1900
- Challenge international du Nord: 1

1913

### Altri piazzamenti
- Campionato di calcio USFSA:

Semifinalista: 1894, 1895
- Challenge international du Nord:

Finalista: 1900, 1914
- Trophée Latin entre les Champions de Paris et les Champions de Rome:

Finalista: 1929